# Gisela van Bourgondië (950-1006)

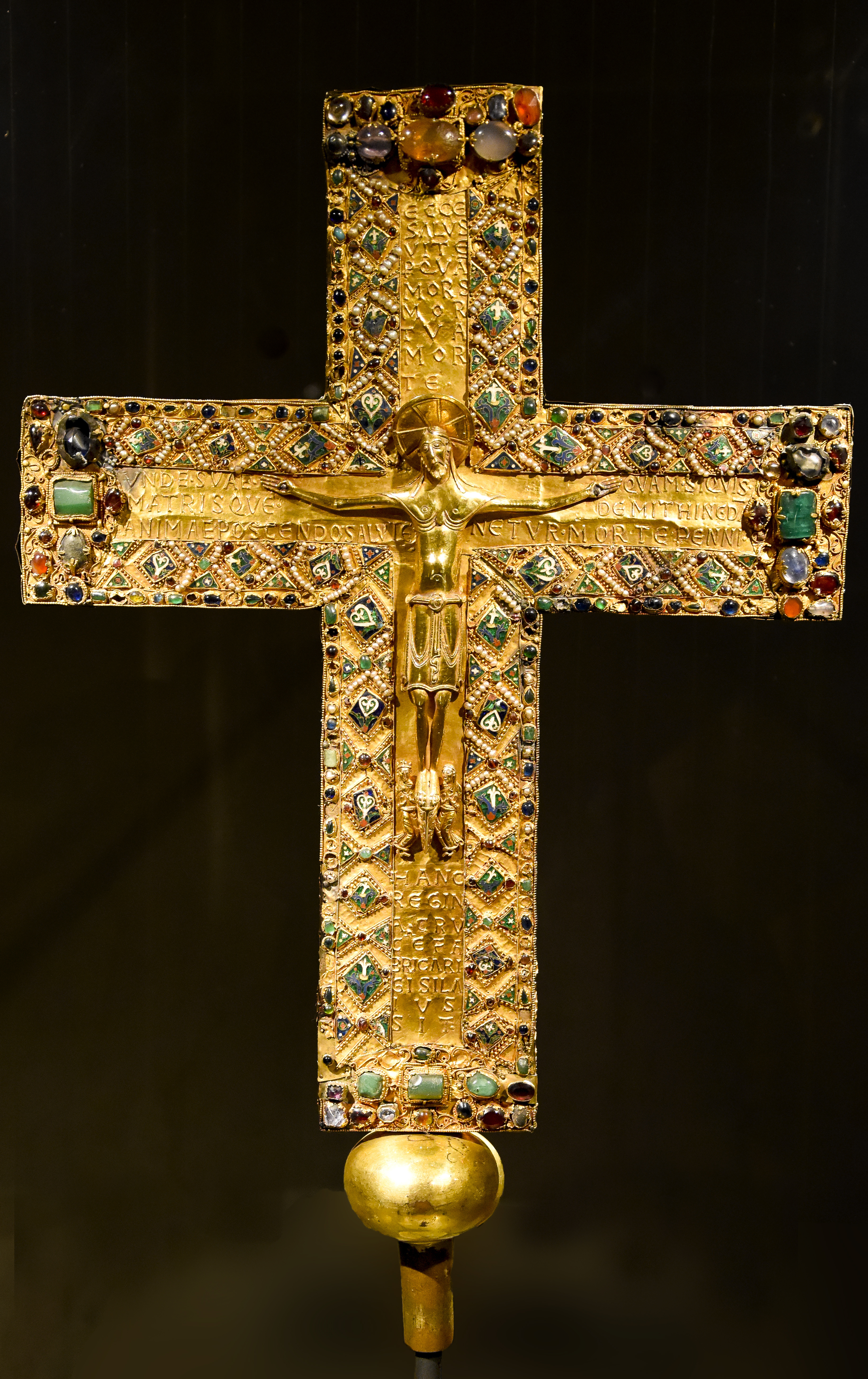
Het kruis van Gisela in de Residentie van München

Gisela van Bourgondië (ca. 950 - Regensburg, 21 juli 1006 of 1007) was hertogin van Beieren en de moeder van keizer Hendrik II de Heilige. Zij was de oudste dochter van koning Koenraad III van Bourgondië uit het geslacht der Welfen, vermoedelijk uit diens eerste huwelijk met Adelana, een dame waar verder weinig over bekend is. Ze was een nicht van Adelheid van Bourgondië, de tweede echtgenote van Otto I de Grote
Gisela was gehuwd met hertog Hendrik II van Beieren, bijgenaamd de Ruziezoeker, zoon van keizer Hendrik de Vogelaar. Hun verloving vond waarschijnlijk rond 965 plaats, het huwelijk werd waarschijnlijk in de zomer 972 voltrokken. Op 6 mei 973 werd haar oudste zoon, de toekomstige keizer Hendrik II, geboren. De tijd dat haar echtgenoot gearresteerd was verbleef zij in Merseburg.
Gisela werd begraven in de abdij van Niedermünster in Regensburg. Haar dochter gaf opdracht voor haar graf het Giselakruis te maken.

## Nakomelingen
Gisela was gehuwd met Hendrik II van Beieren. Hun kinderen waren:
- Hendrik II (973-1024), keizer van het Heilige Roomse Rijk
- Bruno van Augsburg (gestorven 1029), bisschop van Augsburg
- Gisela van Beieren, getrouwd met koning Stefanus I van Hongarije